# Nookie
«Nookie» es una canción de la banda estadounidense de nu-metal y rap rock Limp Bizkit. Fue lanzado como el primer sencillo de su segundo álbum de estudio Significant Other. Se volvió bastante popular en los EE. UU. como sencillo principal de este álbum junto con Break Stuff y N 2 Gether Now. La canción fue nominada en los Premio Grammy a la mejor interpretación de hard rock en el año 2000.
En 2001, incluyeron en su álbum de remixes New Old Songs, una versión titulada «Nookie (For The Nookie)» remixada por The Neptunes.

## Antecedentes
La introducción y el pulso de la canción (a partir del minuto 1:05) contiene un sampleo de la canción «You're Getting a Little Too Smart» de la banda de R&B, The Detroit Emeralds, que tuvo su popularidad en la década de 1970. No obstante, no aparece en los créditos de la canción. Las frases «hey» antes de «like a chump» son interpretadas por Scott Weiland, cantante de Stone Temple Pilots.
Esta canción comienza con un ritmo rapero acompañado de la guitarra barítono de Wes Borland y el bajo de Sam Rivers en un extraño movimiento, el coro es un riff bastante pegadizo que fue el que hizo popular a la canción.
La canción acaba con el mismo ritmo rapero y con el volumen bajando hasta su ausencia. En la versión del álbum, cuenta con un interludio en el final, donde se puede escuhar a un miembro de la banda rompe un cristal o un objeto frágil y el grupo se empieza a reír de él, que por consiguiente el track que lo sucede es «Break Stuff».

## Video musical
El video fue dirigido por Fred Durst. Muestra a Durst caminando por las calles reclutando a mujeres para presenciar su concierto, mientras la banda toca en un pequeño escenario montado en un estacionamiento. 
En el estribillo final, Fred canta dirigiendo el micrófono a la multitud. Según él, esto era para demostrar que «los chicos eran duros, pero las chicas eran aún más». Al finalizar el video, es arrestado por la policía debido a que los conciertos que daban en ese tour eran ilegales, ya que no tenían permiso para realizarlos.

## Lista de canciones
Sencillo en CD
1. «Nookie» – 4:28
2. «Counterfeit» (Lethal Dose Remix) – 3:21
3. «Counterfeit» (Phat Ass Remix) – 3:05
4. «Nookie» (video)
5. «Faith» (video)

## Posicionamiento en listas
| Lista (1999)                            | Mejor posición |
| --------------------------------------- | -------------- |
| Australia (ARIA)                        | 13             |
| Estados Unidos (Billboard Hot 100)      | 80             |
| Estados Unidos (Modern Rock Tracks)     | 3              |
| Estados Unidos (Mainstream Rock Tracks) | 6              |
| Nueva Zelanda (Recorded Music NZ)       | 33             |
| Países Bajos (Mega Single Top 100)      | 36             |